# آيت اعلي (اقدار الجنوبية)
آيت اعلي هو دُوَّار يقع بجماعة إقدار، إقليم الحاجب، جهة فاس مكناس في المملكة المغربية. ينتمي الدوّار لمشيخة اقدار الجنوبية التي تضم 8 دواوير. يقدر عدد سكانه بـ 778 نسمة حسب الإحصاء الرسمي للسكان والسكنى لسنة 2004.

## وصلات خارجية
- البوابة الوطنية للجماعات الترابية
- المندوبية السامية للتخطيط